# Bundesautobahn 443
De Bundesautobahn 443 was een Duitse autosnelweg en de verbinding tussen de rotonde bij Unna-Ost en de afrit Unna-Süd.
Sinds 1 januari 2006 heeft de A 443 zijn autosnelweg status verloren en is de weg omgenummerd naar B 233 en L 682. Het onderhoud ligt sinds die tijd bij de deelstaat Noordrijn-Westfalen en het district Unna. De snelheidslimieten en de configuratie van de weg zijn echter onveranderd.